# علي بازمانديجان
علي محمد بازماندكان مواليد 10مارس 1993 لاعب كرة قدم قطري يجيد اللعب في خط الدفاع. يلعب حاليا لصالح نادي الشحانية.

## مسيرة اللاعب
لعب لأندية الغرافة ولخويا وأم صلال والعربي والشحانية.

## روابط خارجية
- علي بازمانديجان على موقع Soccerway.com (الإنجليزية)